# Norman Cohn-Armitage
Norman Cudworth Cohn-Armitage (* 1. Januar 1907 in Albany; † 14. März 1972 in New York City) war ein US-amerikanischer Säbelfechter.

## Leben
Norman Cohn-Armitage nahm an sechs Olympischen Spielen teil: 1928 schied er in Amsterdam sowohl im Einzel als auch mit der Mannschaft in der Vorrunde aus. Bei den Olympischen Spielen 1932 in Los Angeles belegte er mit der Mannschaft den vierten sowie im Einzel den neunten Platz. 1936 wurde er in Berlin mit der Mannschaft Fünfter, während er im Einzel in der Vorrunde ausschied. Bei den Olympischen Spielen 1948 in London erreichte er mit der Mannschaft den dritten Platz und sicherte sich neben Tibor Nyilas, James Flynn, Miguel de Capriles, Dean Cetrulo und George Worth die Bronzemedaille. Vier Jahre darauf verpasste er in Helsinki als Vierter mit der Mannschaft einen weiteren Medaillengewinn, 1956 belegte er mit ihr Rang fünf. Sowohl 1952 als auch 1956 war er Fahnenträger der US-amerikanischen Delegation bei der Eröffnungsfeier. Auf nationaler Ebene konnte er sich bei den Meisterschaften 22 Mal unter den besten drei im Säbel-Einzel platzieren, zehnmal davon sicherte er sich den Titelgewinn. Hinzu kamen sieben Titel bei Outdoor-Meisterschaften. Auch mit der Mannschaft gewann er sechs Titel.
Cohn-Armitage studierte an der Columbia University und erwarb 1927 seinen Bachelorabschluss in Chemie. Er arbeitete zunächst von 1930 bis 1938 bei der Brooklyn Union Gas Company als Chemieingenieur, machte aber parallel 1937 seinen Abschluss in Rechtswissenschaften an der New York University. Zwei Jahre später folgte in diesem Fach die Promotion mit dem Patentrecht als Spezialgebiet, in dem er dann auch bis 1941 bei Colgate-Palmolive arbeitete. Während des Zweiten Weltkriegs diente Cohn-Armitage von 1943 bis 1946 als Lieutenant in der US Navy. Im Anschluss wechselte er zu Milliken & Company, wo er in der Forschung beschäftigt war. Cohn-Armitage war verheiratet und hatte zwei Kinder.